# Saint-Jacques-de-la-Lande

Saint-Jacques-de-la-Lande este o comună în departamentul Ille-et-Vilaine, Franța. În 1 ianuarie 2022 avea o populație de 13.593 de locuitori.